# Villers-sous-Pareid
Villers-sous-Pareid település Franciaországban, Meuse megyében. Lakosainak száma 74 fő (2022. január 1.). Villers-sous-Pareid Allamont, Puxe, Harville, Moulotte, Pareid, Parfondrupt és Saint-Jean-lès-Buzy községekkel határos.

## Népesség
A település népessége az elmúlt években az alábbi módon változott:
| Lakosok száma | 80   | 69   | 75   | 63   | 71   | 76   | 79   | 79   | 77   | 74   |
|               | 1968 | 1982 | 1990 | 2006 | 2013 | 2015 | 2017 | 2019 | 2020 | 2022 |